# Word Is Out
Word Is Out è un brano musicale della cantante australiana Kylie Minogue, pubblicato nel 1991 come singolo estratto dal suo quarto album in studio Let's Get to It. La canzone è stata scritta e prodotta da Mike Stock e Pete Waterman.

## Tracce
CD 
1. Word Is Out – 3:34
2. Word Is Out (12" version) – 5:53
3. Say the Word - I'll Be There – 4:00

12" vinile
1. Word Is Out (Summer Breeze 12" mix) – 7:41
2. Say the Word - I'll Be There – 4:00
3. Word Is Out (Instrumental) – 3:31